# Cacia (Aveiro)
Cacia ist ein Ort und eine Gemeinde im Kreis Aveiro im Norden Portugals. Cacia ist die nördlichste Gemeinde des Kreises Aveiro und ist stark industriell geprägt.

## Geschichte
Vermutlich war das Gebiet mindestens seit der frühen Bronzezeit besiedelt. Das hier gewonnene Salz und die Fischvorkommen ließen Menschen hier siedeln und brachte Händler hier her, von Phöniziern und Griechen bis zu den Römern, die ab dem 1. Jahrhundert v. Chr. die ganze Iberische Halbinsel beherrschten und vom heutigen Cacia aus im Hinterland gewonnene Erze und Mineralien verschifften. Die Germanenstämme, die im 5. Jahrhundert die Römer von hier vertrieben, zerstörten die Siedlungen.
Im Verlauf der sogenannten christlichen Reconquista zur Vertreibung der seit 711 hier herrschenden Araber gab Heinrich von Burgund hier Land an das Kloster Lorvão, darunter die Hälfte des Gebietes von Cacia, wie das Dokument vom 25. August 1106 aussagt. Danach gehörte Cacia lange zum Kreis von Esgueira, bis zu dessen Auflösung 1853, seither gehört Cacia zu Aveiro.
Durch die Rückkehr von Auswanderern aus Brasilien und durch landwirtschaftliche Entwicklung erlebte die Gemeinde insbesondere seit Anfang des 19. Jahrhunderts einigen Aufschwung. Die Ansiedlung von großen Industrieunternehmen führte Cacia dann zu einer enormen Entwicklung, beginnend mit der Papierfabrik
Companhia Portuguesa de Celulose 1953, aus der der heutige Konzern The Navigator Company hervorging.
Am 24. August 1989 wurde Cacia zur Vila (Kleinstadt) erhoben.

## Verwaltung
Cacia ist Sitz einer gleichnamigen Gemeinde (Freguesia) im Kreis (Concelho) und Distrikt Aveiro. In ihr leben 6830 Einwohner auf einer Fläche von 36 km² (Stand 19. April 2021).
Sie grenzt im Norden an die Ria de Aveiro, im Westen an die Gemeinde Vera Cruz, im Süden an die Gemeinde Esgueira und im Osten an den Rio Vouga sowie an die zum Kreis Albergaria-a-Velha gehörende Gemeinde Angeja.
Folgende Ortschaften liegen in der Gemeinde:
- Cabeço
- Cacia
- Póvoa do Paço
- Quintã do Loureiro
- Sarrazola
- Vilarinho

## Verkehr und Wirtschaft

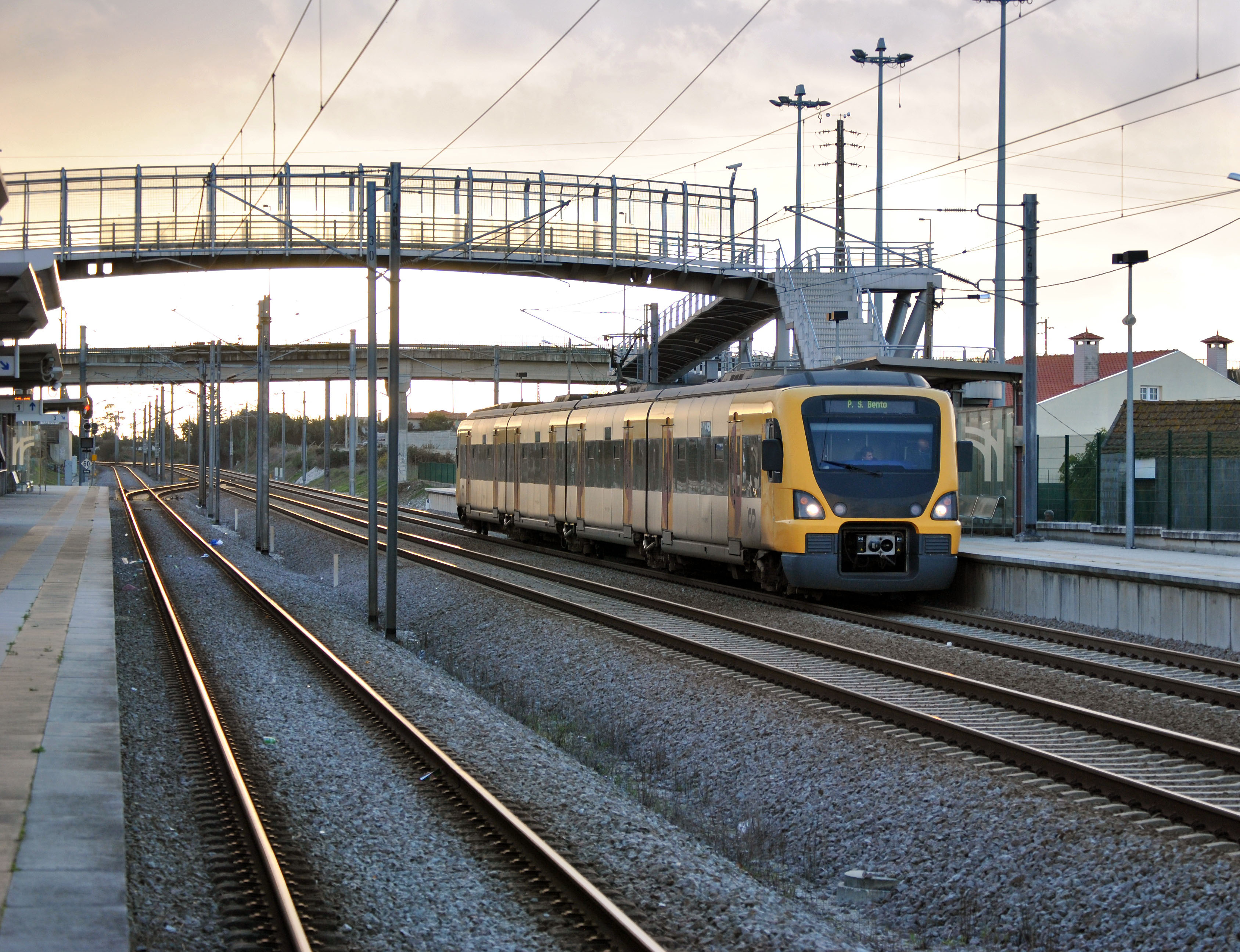
Regionalzug im Haltepunkt Cacia

Cacia liegt an der Eisenbahnstrecke Linha do Norte und ist über die Nationalstraße N16 und deren Anschluss an die nahe Autobahn A25 an das Fernstraßennetz angebunden.
Auf ihrem Gemeindegebiet befinden sich zahlreiche Industriebetriebe von überregionaler Bedeutung. So der Automobilzulieferer Renault Cacia und Zweigwerke von Vulcano, Funfrap und Portucel Soporcel.